# Pomacea catamarcensis
Pomacea catamarcensis е вид коремоного от семейство Ampullariidae.

## Разпространение
Видът е разпространен в Перу.